# Alone (bài hát của Halsey)
"Alone" là một bài hát của ca sĩ kiêm nhạc sĩ người Mỹ Halsey. Nó được phát hành vào ngày 15 tháng 3 năm 2018 cùng với một bản phối lại với sự góp mặt của rapper người Mỹ Big Sean và rapper người Anh Stefflon Don, như là đĩa đơn thứ ba và cũng là đĩa đơn cuối cùng từ album phòng thu thứ hai của cô, Hopeless Fountain Kingdom. Bài hát ra mắt ở vị trí thứ 90 trên bảng xếp hạng Billboard Hot 100 và sau đó vươn đến vị trí thứ 66, trở thành đĩa đơn đầu tiên của Stefflon có mặt trên bảng xếp hạng này.

## Video âm nhạc
Video âm nhạc của bài hát được đạo diễn bởi Halsey và Hannah Lux Davis và được phát hành vào ngày 6 tháng 4 năm 2018. Nó bắt đầu với cảnh Halsey đi dạo phố đến một dạ hội hoá trang và bắt đầu khiêu vũ trước khi để ý thấy người yêu cũ của cô ấy ở trên ban công của toà nhà cùng với một người phụ nữ khác, với những cảnh hồi tưởng về video âm nhạc của "Now or Never" hiện lên. Halsey sau đó cảm thấy rất bối rối và chạy đến một hồ nước, nơi mà nhân vật do Big Sean thủ vai khuyên nhủ cô. Stefflon Don xuất hiện, mặc một chiếc váy đỏ và từ từ đọc phần rap của cô ấy. Video kết thúc với cảnh Halsey ăn mừng cho sự hạnh phúc của cô ấy với rất nhiều hoa giấy rơi xuống từ trần nhà, trong khi đó người yêu cũ của cô lại nhìn cô chằm chằm, bối rối bởi mảnh giấy cô để lại cho anh ta.

## Biểu diễn trực tiếp
Halsey biểu diễn "Alone" trên chương trình Sounds Like Friday Night vào ngày 6 tháng 4 năm 2018. Đây cũng là buổi biểu diễn trực tiếp đầu tiên của cô tại Vương quốc Anh.

## Xếp hạng
| Bảng xếp hạng (2018)                      | Vị trí cao nhất |
| ----------------------------------------- | --------------- |
| Cộng hòa Séc (Rádio Top 100)              | 34              |
| New Zealand Heatseekers (RMNZ)            | 8               |
| Hoa Kỳ Billboard Hot 100                  | 66              |
| Hoa Kỳ Adult Pop Airplay (Billboard)      | 16              |
| Hoa Kỳ Dance Club Songs (Billboard)       | 1               |
| Hoa Kỳ Dance/Mix Show Airplay (Billboard) | 15              |
| Hoa Kỳ Pop Airplay (Billboard)            | 17              |

Bản phối lại của Calvin Harris
| Bảng xếp hạng (2018)     | Vị trí cao nhất |
| ------------------------ | --------------- |
| Ukraine Airplay (Tophit) | 25              |

## Chứng nhận
| Quốc gia                                                                                              | Chứng nhận | Số đơn vị/doanh số chứng nhận |
| --- | ---------- | ----------------------------- |
| Canada (Music Canada)                                                                                 | Vàng       | 0‡                            |
| Hoa Kỳ (RIAA)                                                                                         | Vàng       | 500.000‡                      |
| ^ Chứng nhận dựa theo doanh số nhập hàng. ‡ Chứng nhận dựa theo doanh số tiêu thụ và phát trực tuyến. |            |                               |